# 水煮肉片

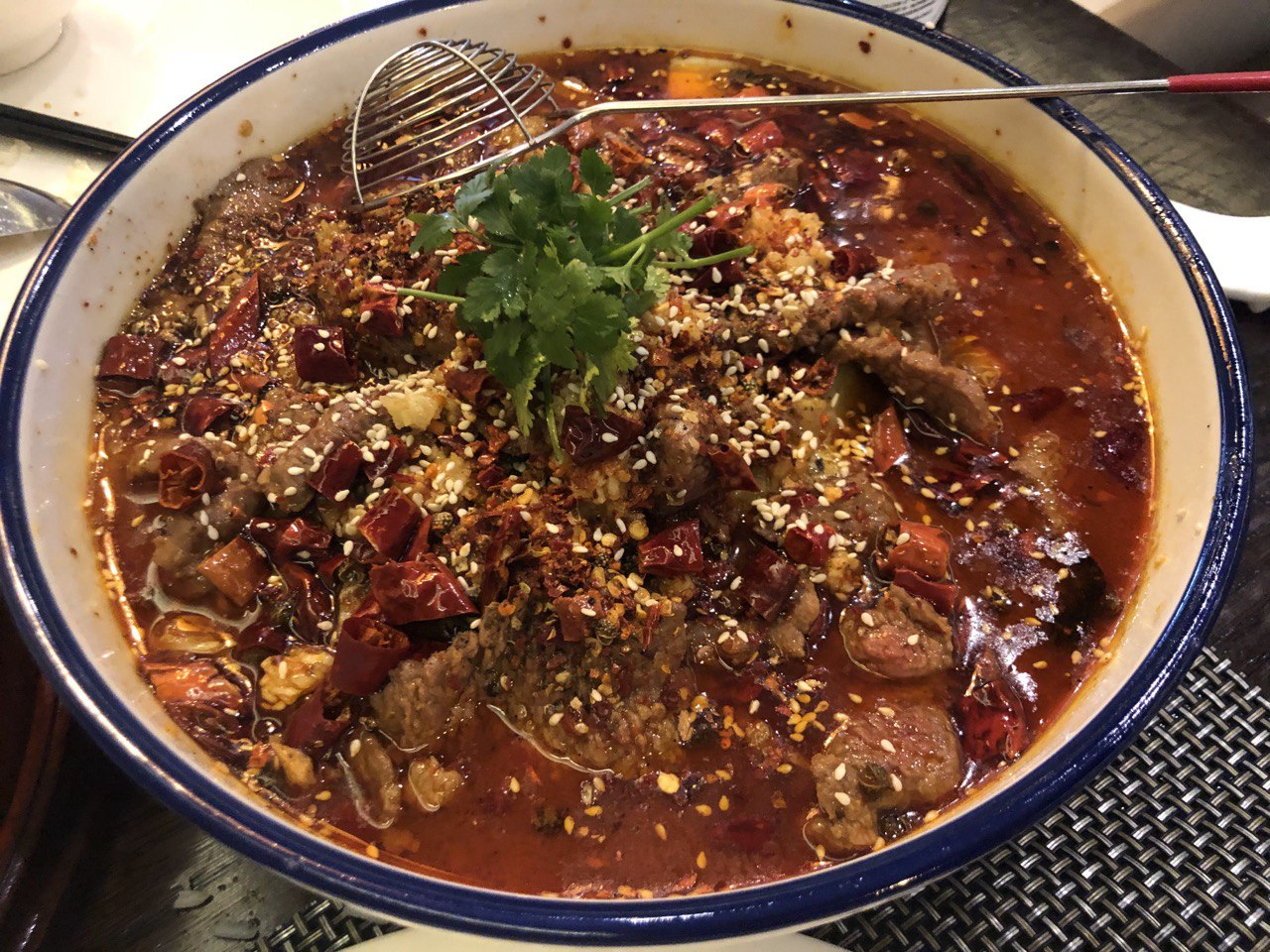
水煮牛肉

水煮肉片是川菜的一种传统菜式，源自盐帮菜「水煮牛肉」，是在鹽幫下層工人中形成的，几乎四川家家户户都会做，其特色是“麻、辣、鲜、烫”。

## 衍生菜式
- 兰花肉片：一半水煮肉，一半豆花。
- 水煮鱼

## 营养价值
- 里脊：富含维生素A和维生素B1
- 白菜：根据中医理论，白菜性平，微寒，味甘。据科学研究，每100克大白菜中含钙41毫克、磷37毫克、铁0.5毫克及粗纤维、胡萝卜素、少量蛋白质、脂肪、糖、维生素等
- 辣椒：辣椒营养价值很高，堪称“蔬菜之冠”。据分析，它含有维生素B、C、蛋白质、胡萝卜素、铁、磷、钙，以及糖等成分